# Poecilocampa alpina
Poecilocampa alpina is een vlinder uit de familie spinners. De wetenschappelijke naam is voor het eerst geldig gepubliceerd in 1874 door Frey & Wullschlegel.
De soort komt voor in Europa.